# Daniel Orsanic
Daniel Orsanić (n. 11 de junio de 1968 en Buenos Aires, Argentina) es un extenista profesional argentino que se destacó como jugador en la modalidad de dobles. Fue capitán del Equipo argentino de Copa Davis, que a su mando en 2016 logró por primera vez en su historia ganar aquella competición. Actualmente cubre torneos de tenis para ESPN.

## Carrera
Orsanić se convirtió en profesional en el año 1989 y ese mismo año conquistó su primer título challenger en Goiânia, Brasil. En 1991 logró su primer challenger en dobles y en individuales logró clasificar por primera vez para un Grand Slam en Wimbledon. Su primer título ATP en dobles llegó en 1993 cuando conquistó el torneo de San Marino. Al final de su carrera, Orsanić poseía 8 títulos de dobles y otras 7 finales.
Su mejor actuación en un torneo de Grand Slam fueron las semifinales de Roland Garros en 1997 junto a Lucas Arnold Ker donde perdieron ante Woodbridge y Woodforde. Llegó a la misma instancia en 2000, junto a Jaime Oncins perdiendo nuevamente ante la pareja australiana. Fue con Arnold con quien representó por única vez a la Argentina en Copa Davis, perdiendo ante la pareja ecuatoriana formada por Andrés Gómez y Nicolás Lapentti en 1999 por las semifinales de la Zona Americana I.
En individuales nunca pudo pasar la primera ronda de un Grand Slam y sus mejores actuaciones en torneos ATP fueron los cuartos de final de Buenos Aires en 1993 y de Birmingham y Båstad en 1994.
Se retiró en 2001 y se convirtió en el entrenador del tenista argentino José Acasuso a fines de 2004 y bajo su tutela, Acasuso alcanzó su mejor posición en el ranking de individuales y mejoró notablemente su juego en dobles, formando pareja con el también argentino Sebastián Prieto.
También entrenó a Pablo Cuevas, Thomaz Bellucci, Luis Horna, entre otros.
Desde mayo de 2014 hasta 2018 fue Director de Desarrollo en la Asociación Argentina de Tenis. Fue capitán del equipo argentino de Copa Davis desde 2015 hasta julio de 2018, incluyendo la victoria en la Copa Davis 2016.

## Torneos ATP (8; 0+8)

### Dobles (8)

#### Títulos
| Grand Slam (0)           |
| Tennis Masters Cup (0)   |
| ATP Masters Series (0)   |
| International Series (8) |

| N.º | Fecha                    | Torneo      | Superficie    | Pareja           | Rivales en la final                | Resultado   |
| --- | ------------------------ | ----------- | ------------- | ---------------- | ---------------------------------- | ----------- |
| 1.  | 9 de agosto de 1993      | San Marino  | Tierra batida | Olli Rahnasto    | Juan Garat Roberto Saad            | 6-4 1-6 6-3 |
| 2.  | 25 de julio de 1994      | Hilversum   | Tierra batida | Jan Siemerink    | David Adams Andrei Olhovskiy       | 6-4 6-2     |
| 3.  | 20 de octubre de 1997    | México D.F. | Tierra batida | Nicolás Lapentti | Luis Herrera Mariano Sánchez       | 4-6 6-3 7-6 |
| 4.  | 27 de julio de 1998      | Kitzbühel   | Tierra batida | Tom Kempers      | Joshua Eagle Andrew Kratzmann      | 6-3 6-4     |
| 5.  | 28 de septiembre de 1998 | Mallorca    | Tierra batida | Pablo Albano     | Jiří Novák David Rikl              | 7-6 6-3     |
| 6.  | 26 de abril de 1999      | Múnich      | Tierra batida | Mariano Puerta   | Massimo Bertolini Christian Brandi | 7-6 3-6 7-6 |
| 7.  | 19 de julio de 1999      | Stuttgart   | Tierra batida | Jaime Oncins     | Aleksandar Kitinov Jack Waite      | 6-2 6-1     |
| 8.  | 24 de septiembre de 2001 | Palermo     | Tierra batida | Tomás Carbonell  | Enzo Artoni Emilio Benfele Álvarez | 6-2 2-6 6-2 |

### Finalista en dobles (7)
| Grand Slam (0)           |
| Tennis Masters Cup (0)   |
| ATP Masters Series (0)   |
| International Series (7) |

| N.º | Fecha                    | Torneo       | Superficie    | Pareja             | Rivales en la final               | Resultado      |
| --- | ------------------------ | ------------ | ------------- | ------------------ | --------------------------------- | -------------- |
| 1.  | 22 de septiembre de 1997 | Bucarest     | Tierra batida | Hendrik Jan Davids | Luis Lobo Javier Sánchez Vicario  | 5-7 5-7        |
| 2.  | 29 de septiembre de 1997 | Palermo      | Tierra batida | Hendrik Jan Davids | Andrew Kratzmann Libor Pimek      | 6-3 3-6 6-7    |
| 3.  | 6 de julio de 1998       | Gstaad       | Tierra batida | Cyril Suk          | Gustavo Kuerten Fernando Meligeni | 4-6 5-7        |
| 4.  | 5 de octubre de 1998     | Palermo      | Tierra batida | Pablo Albano       | Donald Johnson Francisco Montana  | 4-6 6-7        |
| 5.  | 26 de octubre de 1998    | México D.F.  | Tierra batida | David Roditi       | Jiří Novák David Rikl             | 4-6 2-6        |
| 6.  | 30 de abril de 2001      | Múnich       | Tierra batida | Jaime Oncins       | Petr Luxa Radek Štěpánek          | 7-5 2-6 6-7(5) |
| 7.  | 21 de mayo de 2001       | Sankt Pölten | Tierra batida | Jaime Oncins       | Petr Pála David Rikl              | 7-5 2-6 6-7(5) |